# Antoine Bemelmans
Antoine Bemelmans, né à Maastricht le 26 janvier 1800 et décédé à Bruxelles le 8 mai 1837, est un jurisconsulte belge qui a été avocat auprès de la Cour de Cassation.

## Biographie
Après des études à l'Université d'État de Louvain, où il fut diplômé le 22 juillet 1820, il prêta serment d'avocat le 27 juillet 1820 et fut nommé avocat à la Cour de cassation par arrêté royal du 17 novembre 1832 avec Pierre Sanfourche-Laporte, François Joseph Verhaegen, Adolphe Bosquet ou Henri Marcelis.

## Publications principales
- 1820 : Dissertatio inauguralis juridica de modis quibus servitutes praediorum constituuntur, Louvain, 1820.
- 1836 : Interprétation de la loi du 10 Vendémiaire an IV sur la responsabilité des communes, Bruxelles, 1836.